# 스트셸체군

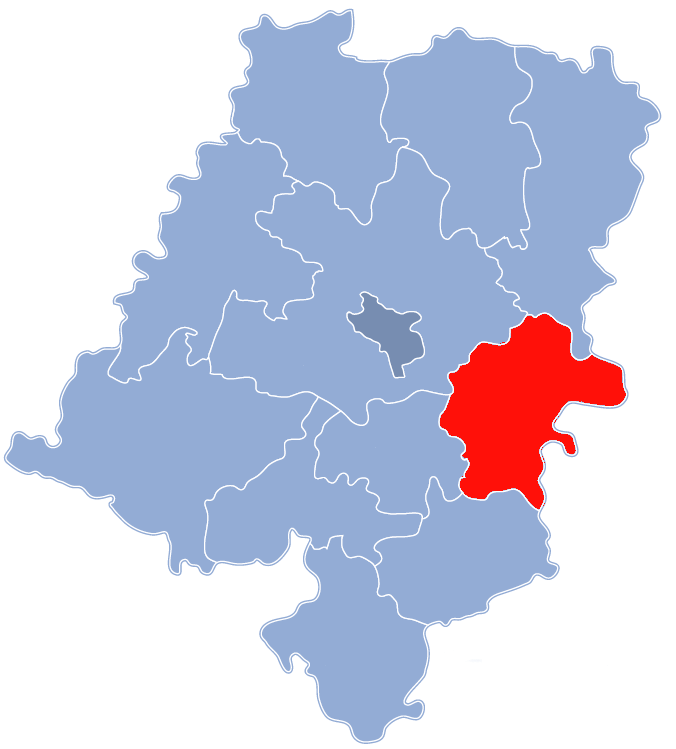
오폴레주 지도에 표시된 스트셸체군의 위치

스트셸체군(폴란드어: powiat strzelecki)은 폴란드 오폴레주에 위치한 군으로 군청 소재지는 스트셸체오폴스키에이며 면적은 744.28km2, 인구는 74,460명(2019년 6월 30일 기준), 인구 밀도는 100명/km2이다.
북쪽으로는 올레스노군, 북동쪽으로는 실롱스크주 루블리니에츠군, 동쪽으로는 실롱스크주 타르노프스키에구리군, 남동쪽으로는 실롱스크주 글리비체군, 남쪽으로는 켕지에진코질레군, 서쪽으로는 크랍코비체군, 북서쪽으로는 오폴레군과 접한다. 7개 지방 자치체(5개 도시형 농촌, 2개 농촌)를 관할한다.

군기
군 문장